# John Aylward
John Aylward (Seattle, 7 novembre 1946 – Seattle, 16 maggio 2022) è stato un attore statunitense.
Conosciuto per aver interpretato il ruolo dell'ex presidente DNC Barry Goodwin nella serie televisiva della NBC West Wing - Tutti gli uomini del Presidente, e del dottor Donald Anspaugh in E.R. - Medici in prima linea. Ha inoltre prestato la sua voce per il dottor Arne Magnusson in Half Life 2.

## Biografia
Aylward è nato e cresciuto a Seattle, Washington. Ha frequentato la scuola St. Joseph's Grade e ha continuato alla Prep High School, laureandosi però presso la Garfield High School nel 1965. Poi si è laureato presso la Professional Actor's Training Program all'Università di Washington nel 1970.
Inoltre è stato uno dei fondatori, nel 1973, al teatro di Seattle Empty Space, ed ha lavorato regolarmente come membro della compagnia del Seattle Repertory Theatre per 15 anni, fino a diventare un attore televisivo e cinematografico nel 1990.

## Filmografia

### Attore

#### Cinema
- Strings, regia di Karl Krogstad (1985)
- Seven Hours to Judgment, regia di Beau Bridges (1988)
- In fuga per tre (Three Fugitives), regia di Francis Veber (1989)
- Tartarughe Ninja III (Teenage Mutant Ninja Turtles III), regia di Stuart Gillard (1993)
- Eden, regia di Howard Goldberg (1996)
- Buddy - Un gorilla per amico (Buddy), regia di Caroline Thompson (1997)
- Armageddon - Giudizio finale (Armageddon), regia di Michael Bay (1998)
- Finding Graceland, regia di David Winkler (1998)
- Can't Stop Dancing, regia di Stephen David (1999)
- Instinct - Istinto primordiale (Instinct), regia di Jon Turteltaub (1999)
- Thirteen Days, regia di Roger Donaldson (2000)
- L'ultimo guerriero (Les Visiteurs en Amerique), regia di Jean-Marie Poiré (2001)
- Harvey's Speech, regia di Ivo Cristante (2001)
- Bad Company - Protocollo Praga (Bad Company), regia di Joel Schumacher (2002)
- Abbasso l'amore (Down with Love), regia di Peyton Reed (2003)
- Quel mostro di suocera (Monster-in-Law), regia di Robert Luketic (2005)
- North Country - Storia di Josey (North Country), regia di Niki Caro (2005)
- La profezia di Celestino (The Celestine Prophecy), regia di Armand Mastroianni (2006)
- Forfeit, regia di Andrew Shea (2007)
- The Gray Man, regia di Scott L. Flynn (2007)
- Crimes of the Past, regia di Garrett Bennett (2009)
- La città verrà distrutta all'alba (The Crazies), regia di Breck Eisner (2010)
- Norman, regia di Jonathan Segal (2010)
- Come l'acqua per gli elefanti (Water for Elephants), regia di Francis Lawrence (2011)
- Gangster Squad, regia di Ruben Fleischer (2013)
- Un milione di modi per morire nel West (A Million Ways to Die in the West), regia di Seth MacFarlane (2014)
- La casa dei sogni (The Architect), regia di Jonathan Parker (2016)
- Tornare a vincere (The Way Back), regia di Gavin O'Connor (2020)

#### Televisione
- The Secret Life of John Chapman, regia di David Lowell Rich – film TV (1976)
- Stamp of a Killer, regia di Larry Elikann – film TV (1987)
- Un'ardente passione (Third Degree Burn), regia di Roger Spottiswoode – film TV (1989)
- Testimone oculare (Child in the Night), regia di Mike Robe – film TV (1990)
- Un medico tra gli orsi (Northern Exposure) – serie TV, 4 episodi (1990-1992)
- With a Vengeance, regia di Michael Switzer – film TV (1992)
- Ink – serie TV, 1 episodio (1996)
- Una famiglia del terzo tipo (3rd Rock from the Sun) – serie TV, 2 episodi (1996; 2000)
- E.R. - Medici in prima linea (ER) – serie TV, 74 episodi (1996-2008)
- Grace Under Fire – serie TV, 1 episodio (1997)
- The Practice - Professione avvocati (The Practice) – serie TV, 4 episodi (1997-2002)
- The Escape, regia di Stuart Gillard – film TV (1998)
- Dalla Terra alla Luna (From the Earth to the Moon) – miniserie TV, 1 puntata (1998)
- Creatura (Creature), regia di Stuart Gillard – film TV (1998)
- Swing Vote, regia di David Anspaugh – film TV (1999)
- Da un giorno all'altro (Any Day Now) – serie TV, 1 episodio (2000)
- The Others – serie TV, 9 episodi (2000)
- Secret Agent Man – serie TV, 1 episodio (2000)
- Il fuggitivo (The Fugitive) – serie TV, 5 episodi (2000-2001)
- In tribunale con Lynn (Family Law) – serie TV, 5 episodi (2000-2001)
- Un detective in corsia (Diagnosis: Murder) – serie TV, 1 episodio (2001)
- Alias – serie TV, 3 episodi (2001-2006)
- Ally McBeal – serie TV, 1 episodio (2002)
- Dharma & Greg – serie TV, 1 episodio (2002)
- X-Files (The X-Files) – serie TV, episodio 9x18 (2002)
- Path to War - L'altro Vietnam (Path to War), regia di John Frankenheimer – fim TV (2002)
- Everwood – serie TV, 1 episodio (2002)
- L.A. County 187, regia di David Anspaugh – film TV (2003)
- Giudice Amy (Judging Amy) – serie TV, 1 episodio (2003)
- Good Morning, Miami – serie TV, 1 episodio (2003)
- The D.A. – serie TV, 1 episodio (2004)
- Nip/Tuck – serie TV, 1 episodio (2004)
- Jack & Bobby – serie TV, 1 episodio (2004)
- Carnivàle – serie TV, 2 episodi (2005)
- Surface - Mistero dagli abissi (Surface) – serie TV, 1 episodio (2005)
- Law & Order - I due volti della giustizia (Law & Order) – serie TV, 1 episodio (2005)
- West Wing - Tutti gli uomini del Presidente (West Wing) – serie TV, 6 episodi (2005-2006)
- Boston Legal – serie TV, 1 episodio (2006)
- Stargate SG-1 – serie TV, 1 episodio (2006)
- Cold Case - Delitti irrisolti (Cold Case) – serie TV, 1 episodio (2006)
- Senza traccia (Without a Trace) – serie TV, 1 episodio (2007)
- Cavemen – serie TV, 1 episodio (2007)
- My Boys – serie TV, 1 episodio (2007)
- Big Shots – serie TV, 1 episodio (2007)
- The Mentalist – serie TV, 1 episodio (2008)
- CSI - Scena del crimine (CSI: Crime Scene Investigation) – serie TV, 1 episodio (2009)
- Legally Mad, regia di Kenny Ortega – film TV (2010)
- Brothers & Sisters - Segreti di famiglia (Brothers & Sisters) – serie TV, 3 episodi (2010)
- Mad Men – serie TV, 2 episodi (2010)
- The Whole Truth – serie TV, 2 episodi (2010)
- Harry's Law – serie TV, 1 episodio (2011)
- Fringe – serie TV, episodio 4x13 (2012)
- Fairly Legal – serie TV, 1 episodio (2012)
- House of Lies – serie TV, 3 episodi (2012)
- American Horror Story – serie TV, 1 episodio (2012)
- Major Crimes – serie TV, 1 episodio (2013)
- Impastor – serie TV, 1 episodio (2015)
- Shameless – serie TV, 1 episodio (2016)
- Yellowstone – serie TV, episodi 1x01-1x02 (2018)
- Briarpatch – serie TV, 5 episodi (2019-2020)

## Doppiatori italiani
Nelle versioni in italiano delle opere in cui ha recitato, John Aylward è stato doppiato da:
- Bruno Alessandro in North Country - Storia di Josey, Tornare a vincere, Major Crimes
- Emilio Cappuccio in E.R. - Medici in prima linea (st. 3-5, ep. 11x04), Carnivàle
- Giorgio Lopez in Instinct - Istinto primordiale, Gangster Squad
- Carlo Reali in Alias, X-Files
- Paolo Lombardi in Abbasso l'amore, Law & Order - I due volti della giustizia
- Luciano De Ambrosis in CSI - Scena del crimine, Un milione di modi per morire nel West
- Domenico Maugeri in Tartarughe Ninja III
- Gianni Vagliani in Buddy, un gorilla per amico
- Vincenzo Ferro in Armageddon - Giudizio finale
- Pieraldo Ferrante in E.R. - Medici in prima linea (st. 6-15)
- Giovanni Petrucci in L'ultimo guerriero
- Guido Ruberto in Ally McBeal
- Sandro Sardone in Bad Company - Protocollo Praga
- Oliviero Dinelli in Path to War - L'altro Vietnam
- Franco Vaccaro in Nip/Tuck
- Maurizio Scattorin ne La profezia di Celestino
- Sergio Graziani in Stargate SG-1
- Stefano De Sando in Cold Case - Delitti irrisolti
- Saverio Moriones in The Mentalist
- Renato Mori in La città verrà distrutta all'alba
- Massimo Milazzo in Mad Men
- Dante Biagioni in Fringe
- Michele Gammino in Shameless
- Ambrogio Colombo in Yellowstone